# Dänische Kirche in Südschleswig

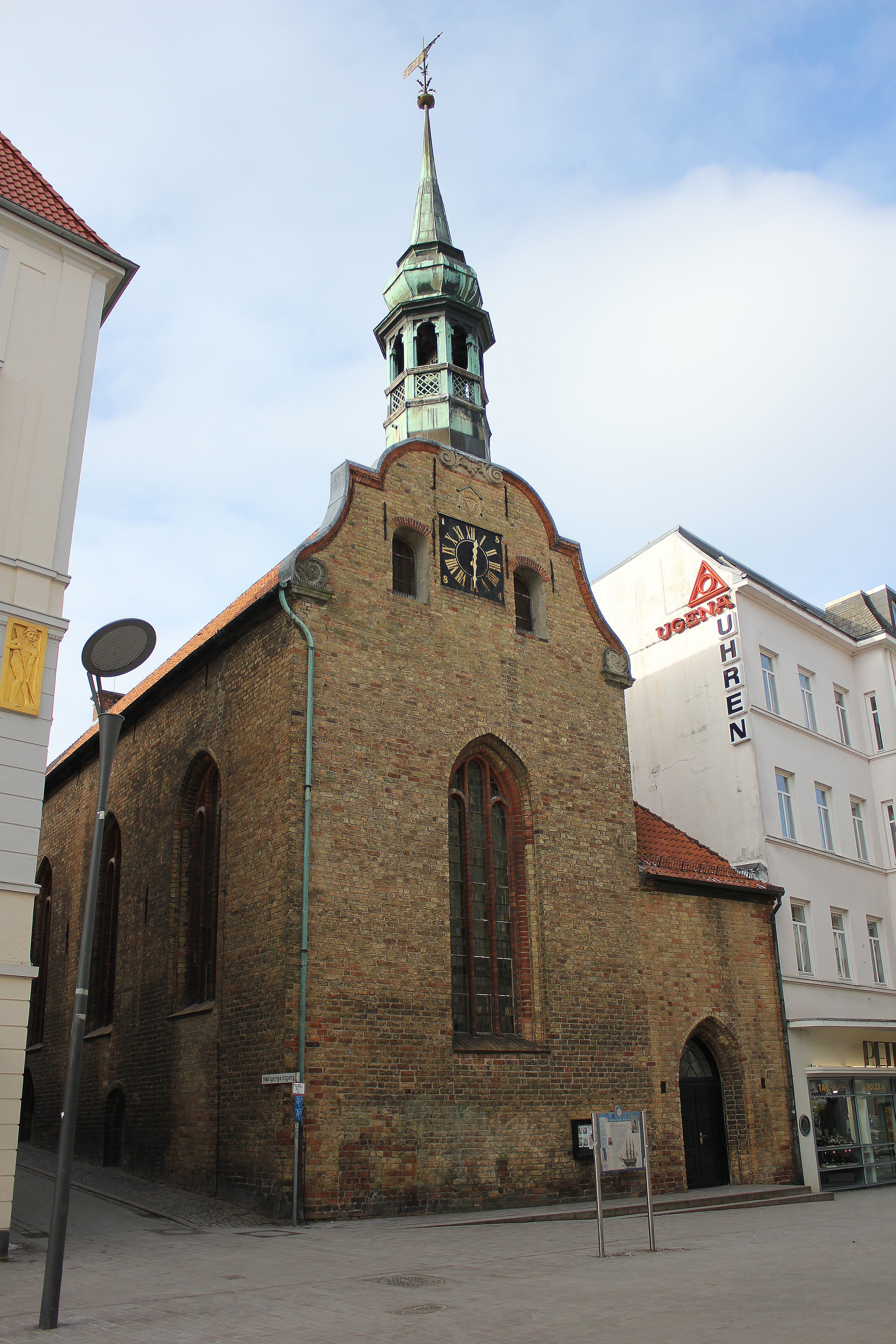
Die dänische Hauptkirche, Heiliggeistkirche, in Flensburg.

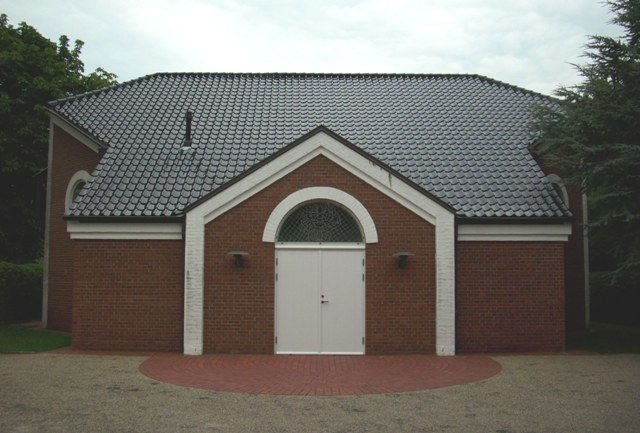
Die Dänische Kirche in Husum.

Die Dänische Kirche in Südschleswig (dänisch Dansk Kirke i Sydslesvig) ist die evangelisch-lutherische Kirche der im Landesteil Schleswig lebenden dänischen Volksgruppe mit Sitz in Flensburg.
Über die Dänische Kirche im Ausland ist sie mit der Dänischen Volkskirche verbunden. Anders als diese ist sie als Synodalkirche verfasst.
Mit Stand 2023 besteht die Dänische Kirche in Südschleswig aus 24 Gemeinden mit etwa 5.500 Mitgliedern, die von 19 Pastoren in 20 Pastoraten betreut werden. Für 2012 wurden etwa 30 Gemeinden, 24 Pastoren und 6.300 Mitglieder angegeben, seitdem gab es mehrere Gemeindezusammenlegungen.
Beschlussfassende Versammlung ist der einmal jährlich stattfindende Kirchentag (Kirkedag). Vorsitzender ist der amtierende Propst in Flensburg. Als Freikirche hat die Kirche in Südschleswig die Rechtsform eines eingetragenen Vereins.
Hauptkirche ist die Heiliggeistkirche (Helligåndskirke) in Flensburg. Hier finden bereits seit 1588 Gottesdienste in dänischer Sprache statt. Sie war zuvor Filialkirche der Stadtkirche St. Marien, bis sie der Dänischen Kirche 1997 auch offiziell übergeben wurde. Kleinere Gemeinden nutzen oft einen Kirchenraum in den örtlichen dänischen Schulen. In den Gottesdiensten werden die Agende und das Gesangbuch der dänischen Volkskirche verwendet. 1995 gab ein Kreis von Pastoren zudem ein deutsch-dänisches Gesangbuch heraus. 